# 사이먼 B. 버크너
시몬 볼리바르 버크너 주니어(Simon Bolivar Buckner Jr, 1886년 7월 18일 ~ 1945년 6월 18일)는 미국 육군의 군인으로 태평양 전쟁 당시 알래스카를 방어하고 오키나와 전투에서 수륙 양용 공격을 펼쳤으나 일본군의 포격으로 전사하였다. 그의 사후 1954년 7월 19일 국회에서 4성 장군으로 승진을 통과시켰다.
1886년 7월 18일 미국 켄터키주 마운폴디빌리 출생으로 아버지 시몬 볼리바르 버크너는 옛 남부 연합의 장군으로 남북 전쟁에 참전했다가 북군 총사령관 율리시스 S. 그랜트에게 항복한 사람이었다.
버지니아 군사 학교에 입학해 1908년 웨스트포인트 군사학교에서 대통령 시어도어 루스벨트의 배려로 필리핀을 투어하기도 했다. 1919년 ~ 1923년 웨스트포인트의 강사로 활동하다가 1932년 ~ 1936년 다시 강사와 교육생을 거쳐 사령관으로 임명되었다.
1941년 태평양 전쟁이 일어나자 알래스카에 파견되어 방위 사령관이 되었고 1942년 6월 하버 공격과 1943년 8월 키스카섬 탈환을 지휘했다.

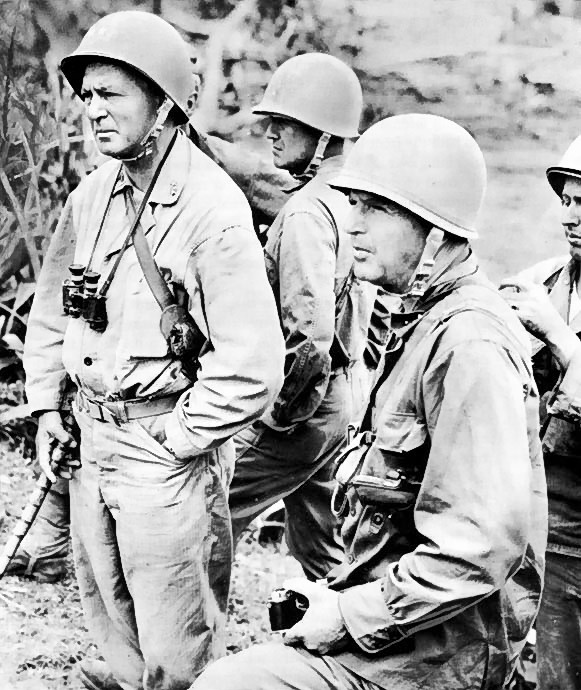
오키나와에서 카메라를 들고 서있는 사이먼 B. 버크너(앞)

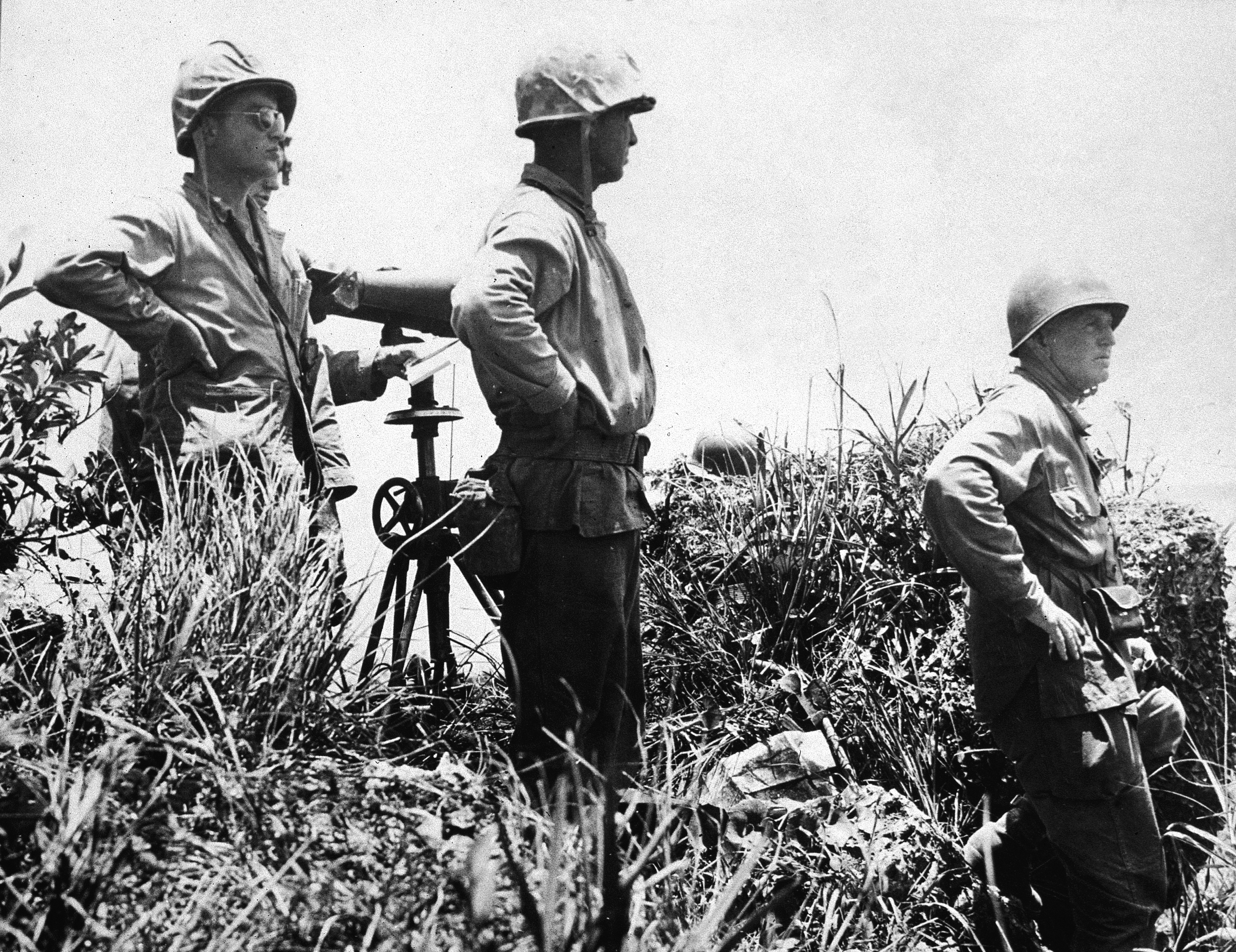
오키나와를 시찰 중인 사이먼 B. 버크너(오른쪽)의 마지막 사진, 얼마 뒤 일본군의 포격으로 전사했다

원래 대만 침략을 계획했으나, 취소되어 대신 1945년 오키나와 전투를 총지휘하여 오키나와섬에 수륙양용 공격을 사용해 상륙군을 상륙시켰다. 그러나 1945년 6월 18일 일본군이 거의 궤멸되어 전투가 끝나갈 무렵 전장을 방문해 제8해병연대의 진군을 시찰하다가 이를 본 일본군의 47mm 포의 포격을 받아 전사했다.
급작스럽게 사망했기 때문에 사후 제3해병상륙군단 군단장인 해병대 소장 로이 라이거가 급히 빈 자리를 대신했고 조지프 스틸웰이 파견되어 버크너의 제10군을 지휘했다.